# Berberis tinctoria
Berberis tinctoria là một loài thực vật có hoa trong họ Hoàng mộc. Loài này được Lesch. mô tả khoa học đầu tiên năm 1822.